# Jduna
Jduna is een historisch motorfietsmerk.
Jduna is een Deens merk dat van ca. 1903 tot ca. 1905 motorfietsen met Fafnir-motorblokken maakte.